# Technomyrmex setifer
Technomyrmex setifer är en myrart som först beskrevs av Carlo Emery 1900.  Technomyrmex setifer ingår i släktet Technomyrmex och familjen myror.

## Underarter
Arten delas in i följande underarter:
- T. s. javanus
- T. s. setifer